# Colibri porte-épée
Ensifera ensifera
«  Ensifera (oiseau) » redirige ici. Pour les autres significations, voir Ensifera (homonymie).
Genre
Espèce
Répartition géographique
Statut de conservation UICN

 LC  : Préoccupation mineure
Statut CITES
Le Colibri porte-épée (Ensifera ensifera) est une espèce d'oiseaux, la seule du genre Ensifera (monotypique), de la famille des Trochilidae.

## Étymologie
Le mot Ensifera vient du latin signifiant « porteur d'épée », en référence à son long bec effilé.

## Description
Il s'agit d'un des plus grands colibris puisqu'il mesure entre 22 et 25 cm ; 14 cm pour le corps et la queue et au moins 8 cm pour le bec. C'est la seule espèce d'oiseaux au monde à avoir un bec plus long que son corps. Il pèse en moyenne 12 grammes.
C'est un colibri élancé à la queue fourchue. Son plumage est à dominante verte, irisé, tirant sur le vert-olive au niveau de la tête et de la gorge pour le mâle. Tache blanche derrière l'œil. La queue et les ailes sont brun-roux. La femelle a la gorge et le ventre tachetés de blanc. Le bec est gris, étroit et légèrement courbé vers le haut. Ses pattes sont rosâtres.

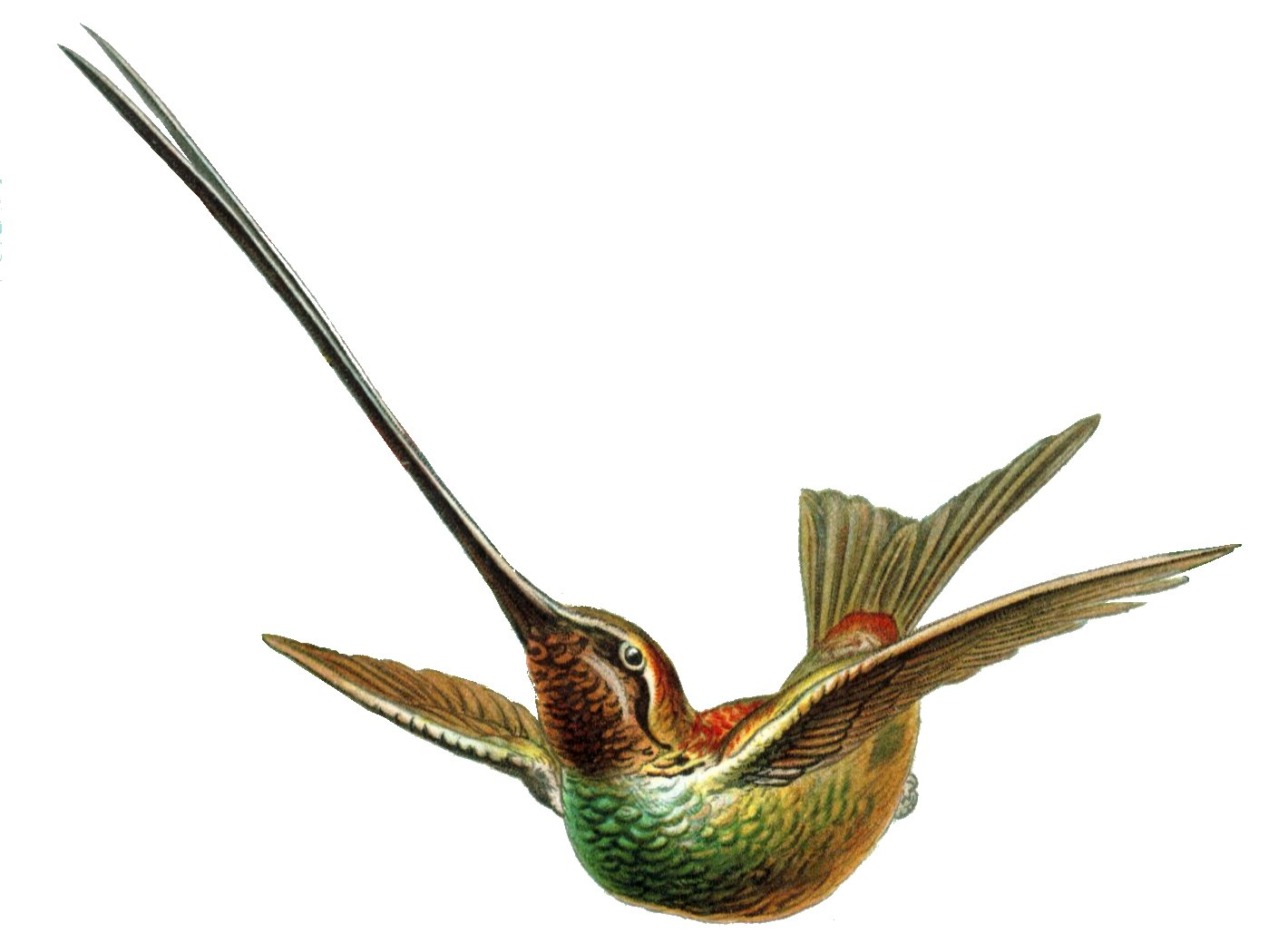
Dessin de Haeckel
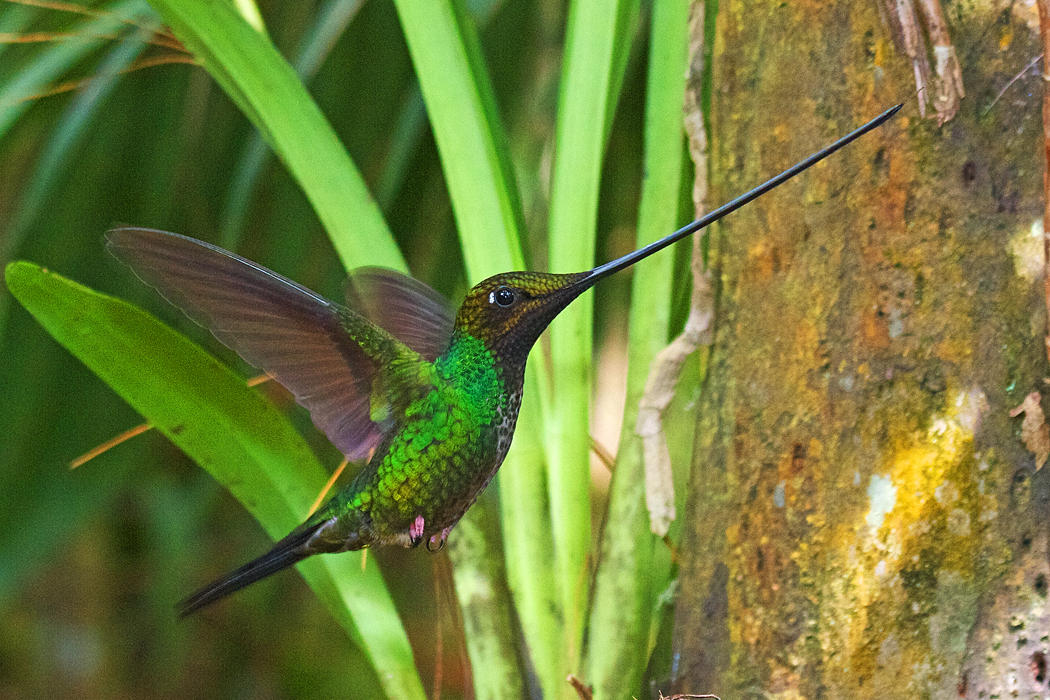
en Équateur
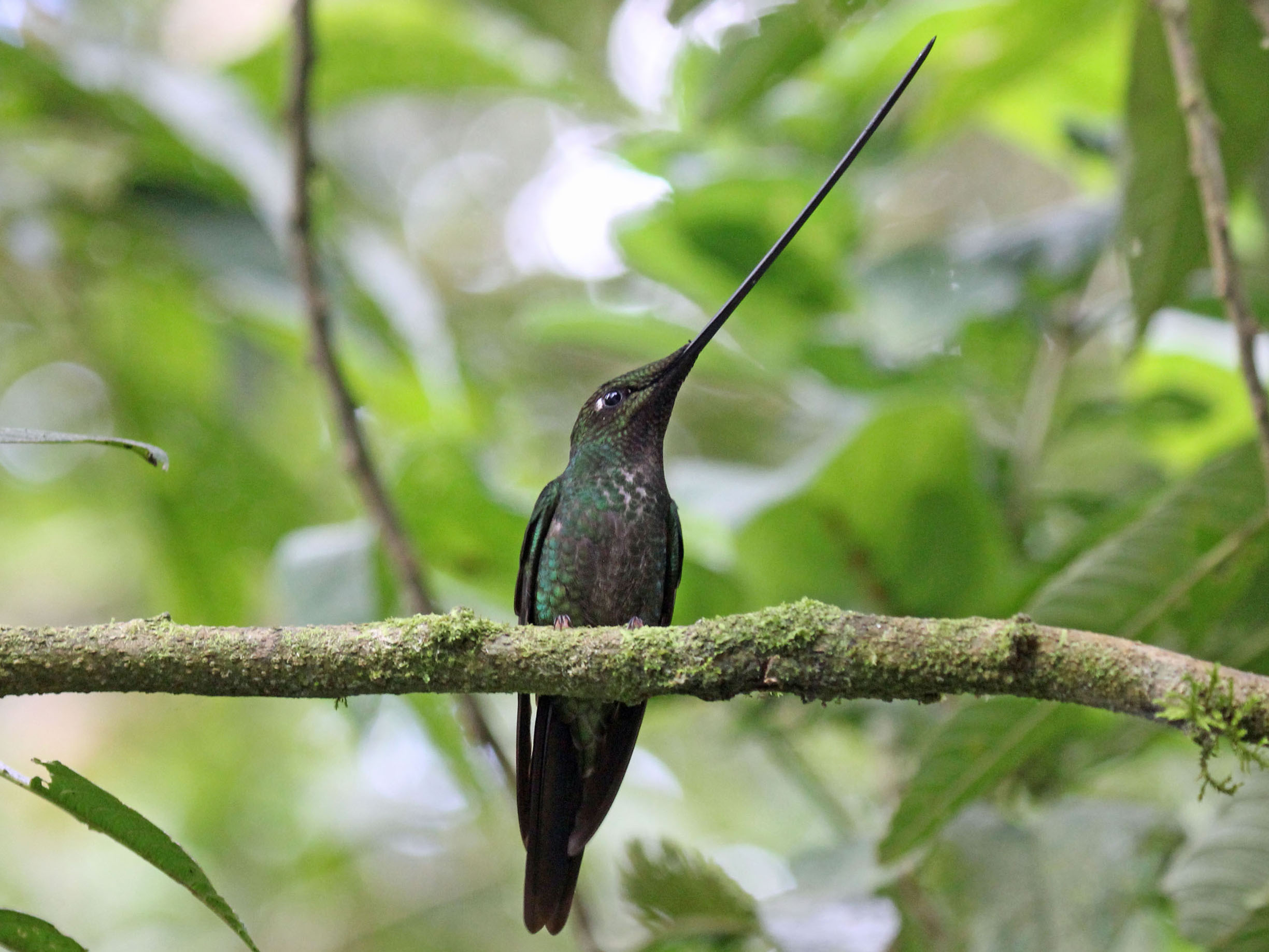
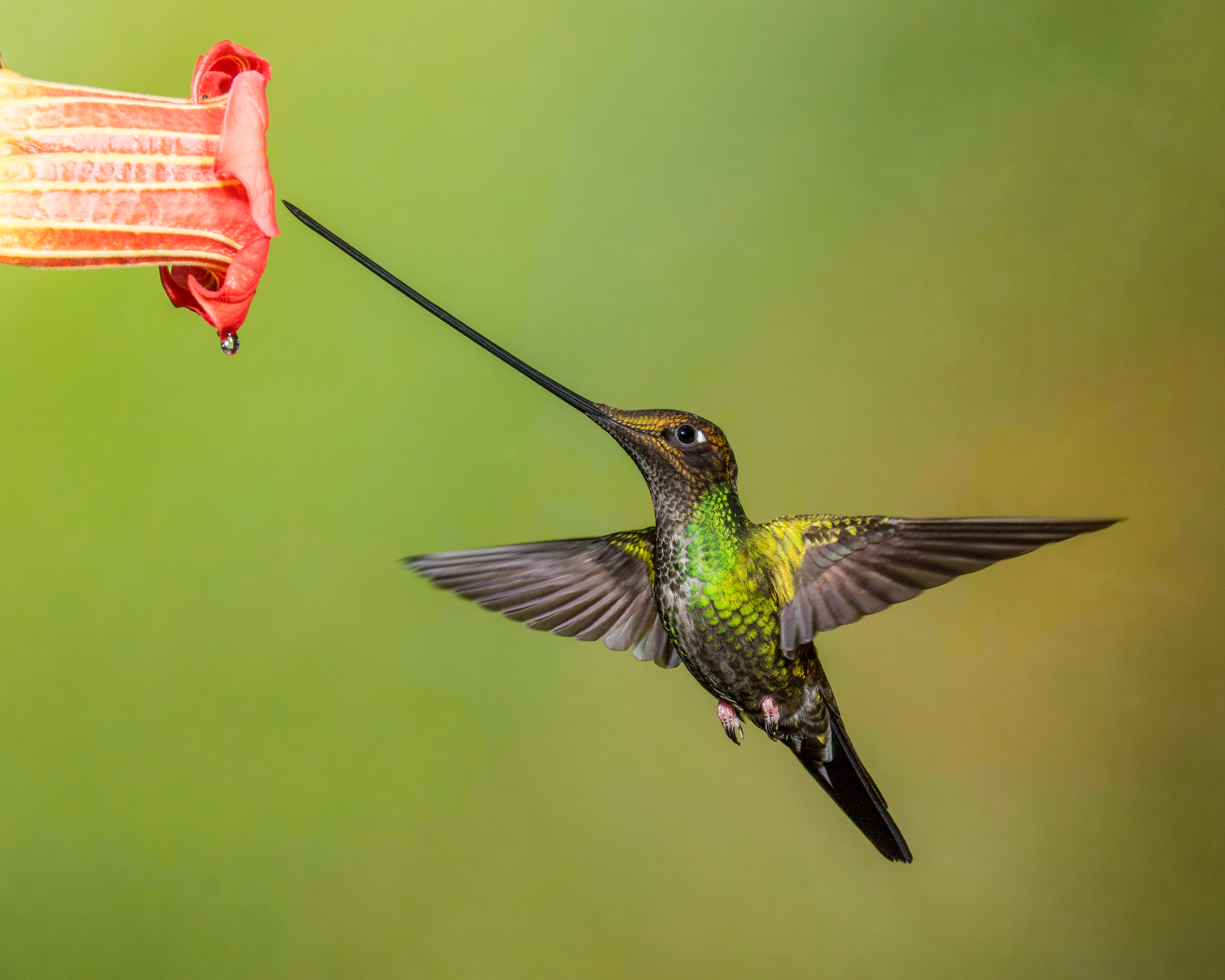
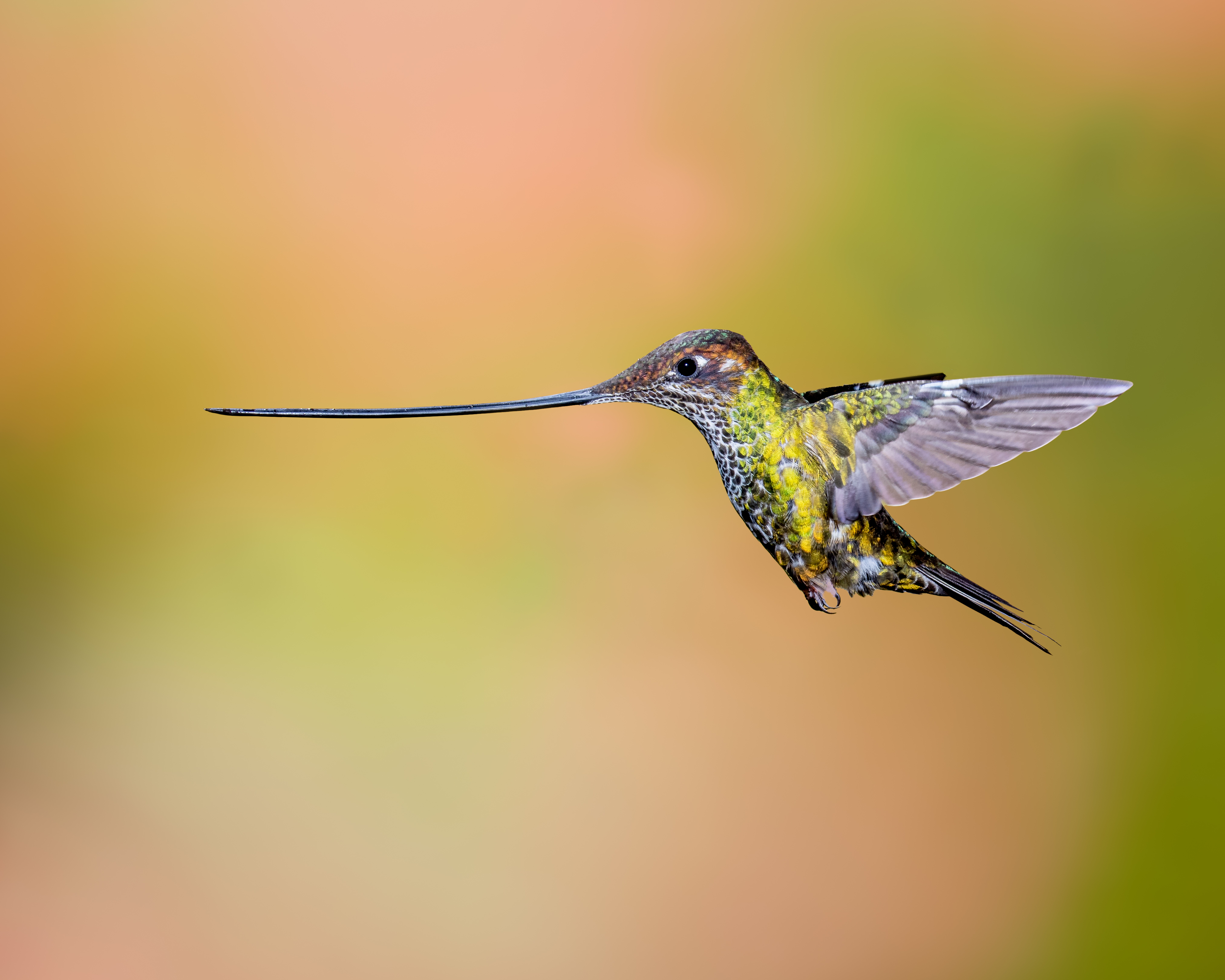
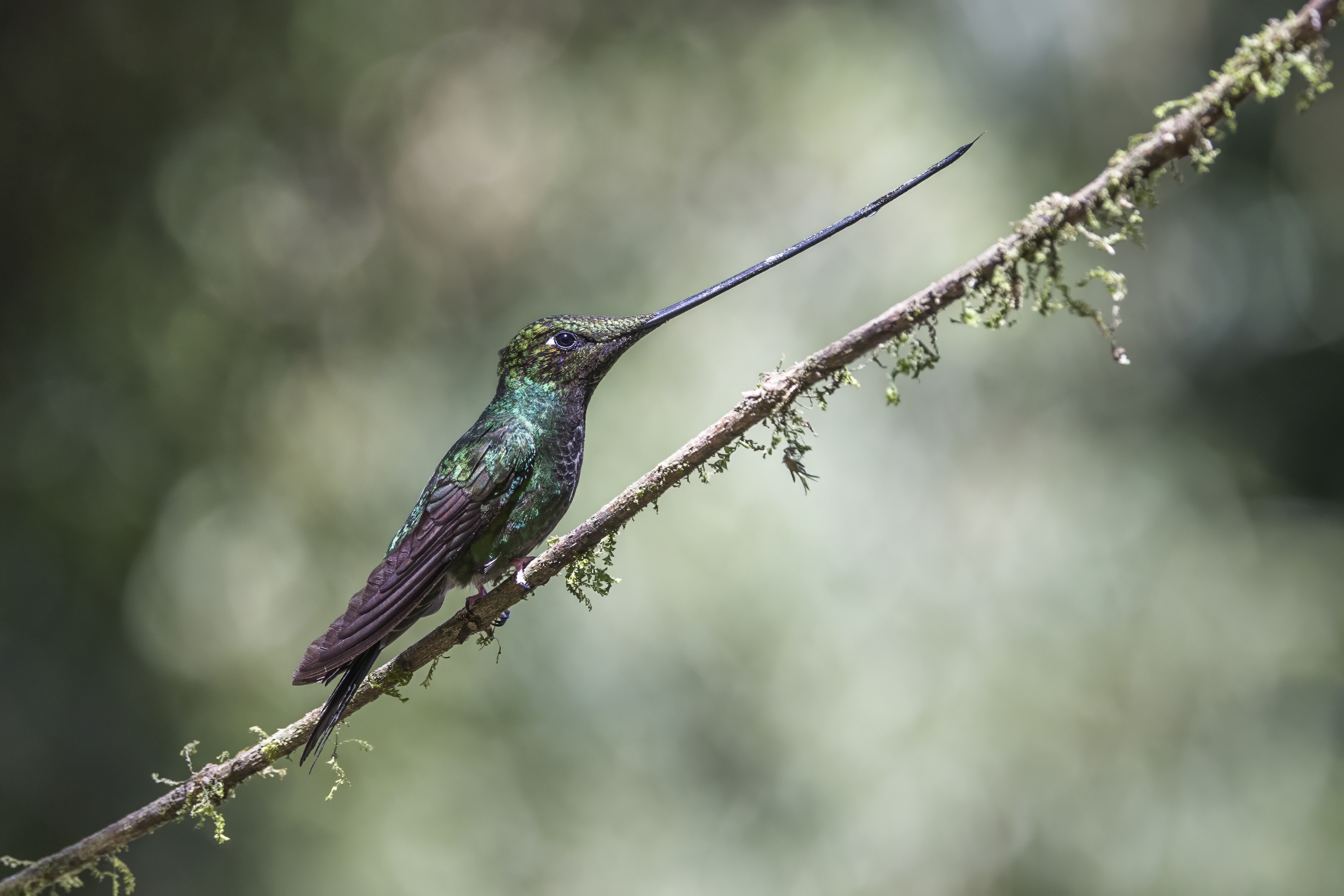

## Comportement

### Alimentation
Son bec est adapté pour atteindre le nectar des longues fleurs à la corolle tubulaire, que cette espèce est souvent la seule à pouvoir butiner. L'espèce Passiflora mixta est totalement dépendante du Colibri porte-épée pour sa pollinisation. Les petits insectes et les araignées constituent également une part importante de son alimentation, notamment pendant la période de reproduction. Les mâles veillent sur des zones de nourrissage et sont particulièrement agressifs envers les autres colibris ou toute autre espèce nectarivore : papillons, bourdons, etc.

### Reproduction
Comme chez les autres colibris la femelle s'occupe du nid - une petite coupe de fibres végétales et animales (plumes, poils) qu'elle assemble avec des toiles d'araignées - et de la couvée seule. La ponte consiste généralement en 2 œufs blancs. Les poussins sont nourris avec des insectes prédigérés.

## Habitat et répartition
Il vit dans les forêts tropicales humides de montagnes, dans les sous-bois ou en lisières de forêts principalement. On la retrouve généralement au-dessus de 2 500 m  d'altitude. Son aire de répartition s'étend tout le long des Andes tropicales entre l'ouest du Venezuela et le centre de la Bolivie en passant par la Colombie, l'Équateur et le Pérou.
La population de cette espèce ne connaît actuellement aucun recensement officiel, mais il semble qu'elle soit stable et ne connaisse pour le moment aucun déclin dans l'ensemble de l'aire, raison pour laquelle elle est classée comme préoccupation mineure (Least Concern - LC) par l'UICN.